# Intensievezorgverpleegkundige

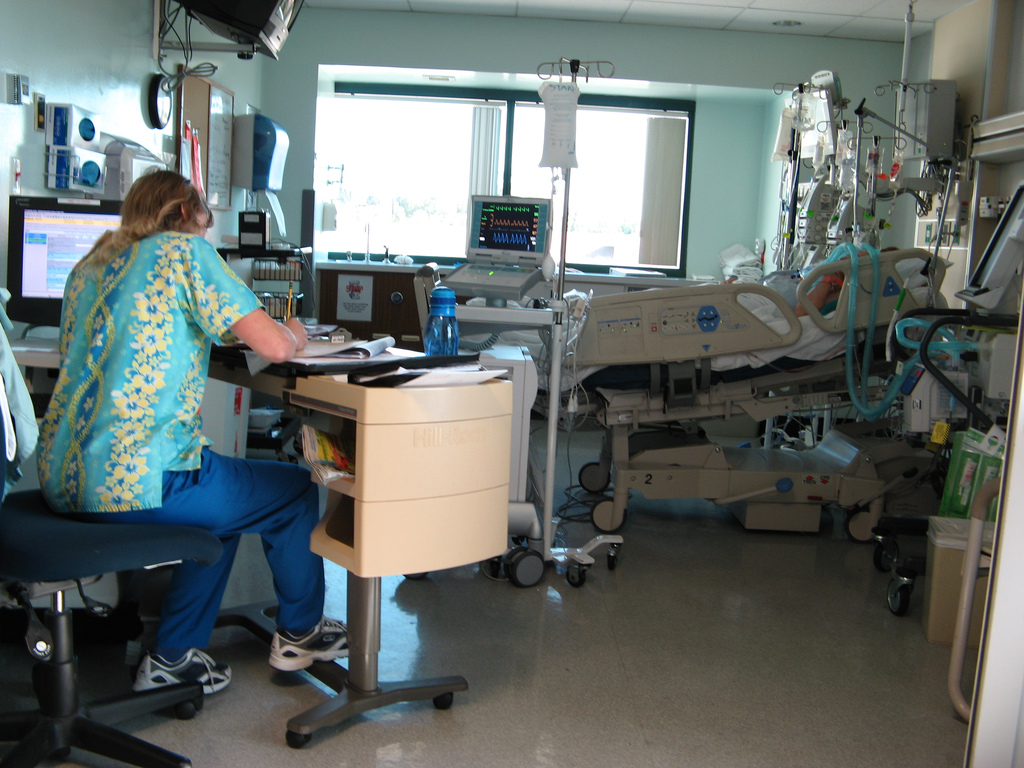
Ic-verpleegkundige aan het werk

Een intensievezorgverpleegkundige, intensivecareverpleegkundige of ic-verpleegkundige is een verpleegkundige die op de intensive care van een ziekenhuis werkt.

## Het beroep
De ic-verpleegkundige is verantwoordelijk voor het bewaken, ondersteunen en verzorgen van mensen met een bedreigende of aanwezige ernstige stoornis van een of meerdere vitale functies. Hij of zij werkt op de afdeling samen met een intensivist.
Het grote verschil met de (gewone) verpleegkundige is dat een ic-verpleegkundige goed de vitale functies moet kunnen bewaken en hierop adequaat moet kunnen reageren. Een ic-verpleegkundige mag meer verpleegtechnische handelingen uitvoeren en kan zelfstandiger werken. Naast de IC-verpleegkundige zijn nog andere specialisaties mogelijk, zoals onder meer de beademingsverpleegkundige en CCU-verpleegkundige.

### Ziektebeelden
Een ic-verpleegkundige moet kennis hebben van de specifieke zorg voor onder meer de volgende ziektebeelden die regelmatig op de ic aangetroffen worden:
- Comateuze zorgvragers
- Beademing
- Chirurgische zorgvragers, meestal zware hart, long- en herseningrepen.
- Sepsis
- Infecties waarbij een levensbedreigende situatie ontstaat zoals een longontsteking of buikvliesontsteking
- Circulatiestilstand, een ic-verpleegkundige maakt in de meeste instellingen deel uit van het reanimatieteam.

## Opleiding

### België
Om in België IZ-verpleegkundige te worden, wordt minimaal een bachelordiploma in de verpleegkunde verwacht en er wordt aangeraden om in het bezit te zijn van de Bijzondere Beroepstitel Intensieve Zorgen en Spoedgevallenzorg boven op het basis verpleegkunde-diploma. Deze opleiding kan afgewerkt worden in één jaar als voltijds student, of in twee jaar terwijl men werkt op een dienst Spoedopname of Intensieve Zorgen. Op elke dienst intensieve zorgen moet per twee aanwezige verpleegkundigen één in het bezit zijn van deze BBT (Bijzondere beroepstitel). Sinds de invoering van de IFIC loonschaal bestaan er ook postgraduaten, waaronder specifiek voor intensieve zorgen.
Een Belgische intensive careafdeling bestaat uit minstens 6 bedden. Per 3 bedden is er minimaal 1 verpleegkundige aanwezig; er wordt wiskundig afgerond waardoor 2 verpleegkundigen volstaan voor een IC afdeling met 7 bedden, maar voor 8 bedden wel 3 verpleegkundigen vereist zijn. Er wordt steeds gewerkt volgens het model van integrerende verpleegkunde: elke verpleegkundige is gedurende zijn/haar shift verantwoordelijk voor de totaalzorg van 1 tot 3 vooraf toegewezen patiënten.

### Nederland
Om in Nederland ic-verpleegkundige te worden, dient men te beschikken over een diploma voor basisverpleegkundige niveau 4 of 6. IC-verpleegkundige is dus een specialisme in de verpleegkunde welke gevolgd dient te worden na het behalen van de basisverpleegkunde. De opleiding duurt tot achttien maanden en is alleen in duaal-variant te volgen. 
Op Nederlandse IC-afdelingen werken alleen afgestudeerde ic-verpleegkundigen terwijl in België enkel een diploma als (bachelor) verpleegkunde vereist is. Een bachelor-na-bachelor spoedgevallen en intensieve zorgen of een postgraduaat in een kritieke zorgdomein wordt wel beschouwd als een meerwaarde.
Lijst van verpleegkundige specialisaties · portaal · afbeeldingen